# Freddy Padilla de León
Freddy Padilla de León, né le 10 octobre 1948 à Montería en Colombie, est un militaire, ingénieur, ex-ministre et ex-ambassadeur colombien.
Il a été ministre de la Défense nationale du 23 mai 2009 au 7 août de la même année, durant la présidence d'Álvaro Uribe.